# Veenhommel
De veenhommel (Bombus jonellus) is een vliesvleugelig insect uit de familie bijen en hommels (Apidae). De wetenschappelijke naam van de soort is gepubliceerd in 1802 door Kirby.

## Herkenning
Veenhommels produceren een hoge zoemtoon. Ze lijken op de tuinhommel maar hebben een korte kop en meestal roodachtige korfjesharen. De mannetjes hebben korte antennen en een geel behaarde kop. Lengte koninginnen 15-18 mm, werksters 9-14 mm en mannen 11-14 mm.

## Habitat en leefwijze
De veenhommel is te vinden langs bosranden bij heidevelden of voormalige hoogveengebieden. Het zijn vaak kleine volkjes, ze hebben een korte levenscyclus en mogelijker wijs dat er twee generatie te hebben.

## Verspreiding
Veenhommels hebben een groot verspreidingsgebied, maar er zijn weinig meldingen van Twente en de Achterhoek. Ook wordt ze nauwelijks gevonden op de zeekleigebieden. Komt voor in Europa, Noord-Azië en Canada. In Europa vooral in gematigde en koude streken, van ver boven de poolcirkel tot Midden-Europa.